# Décorateur (théâtre)

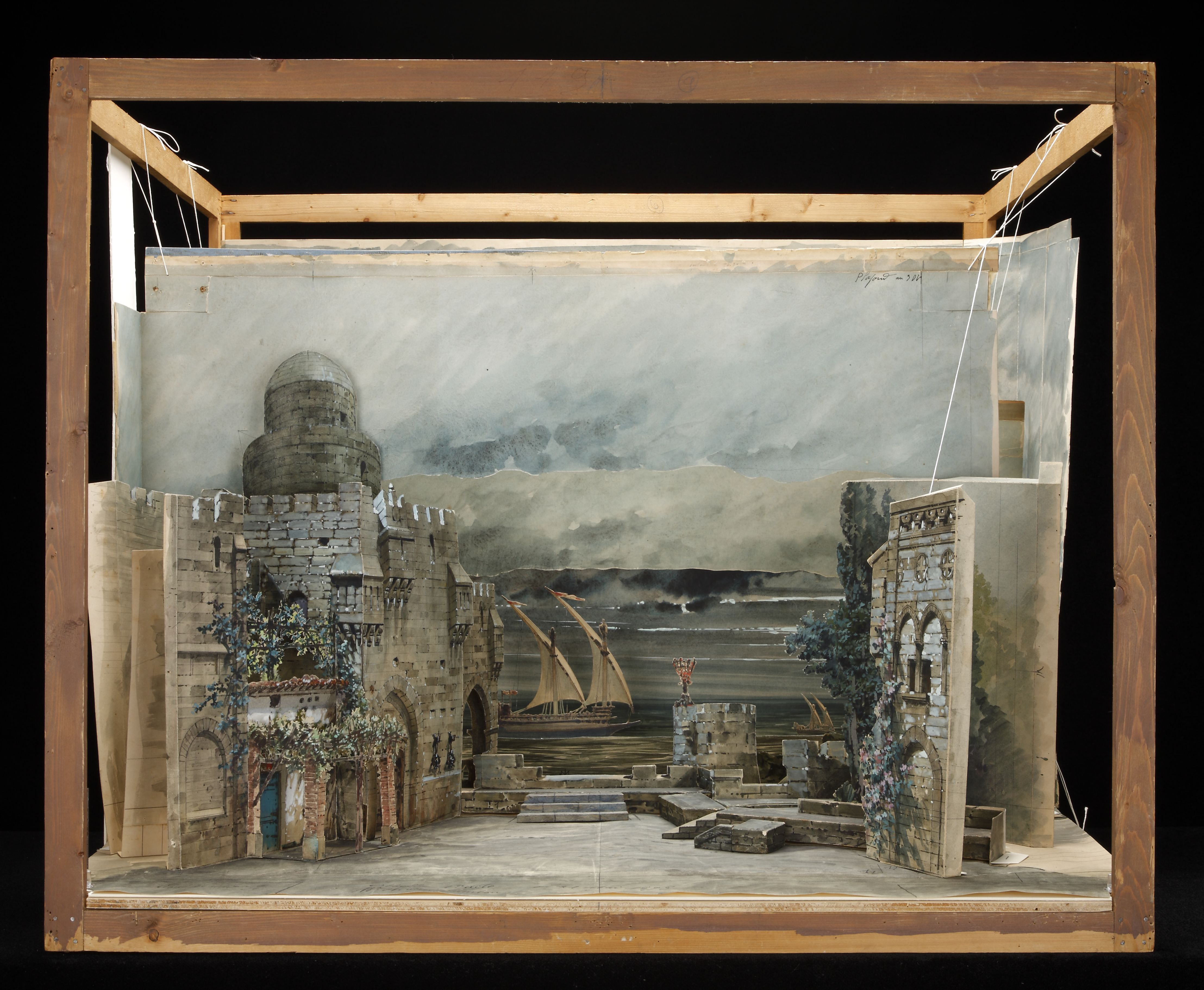
Maquette du décor de Marcel Jambon pour une représentation de l’Otello de Verdi à Paris en 1895.

Le décorateur de théâtre est un spécialiste chargé de la décoration de l'espace scénique (le décor de la pièce). Son rôle est similaire à celui du chef décorateur au cinéma. Le décorateur est à distinguer du scénographe qui conçoit l'espace scénique. Le décorateur s'occupe de l'aspect esthétique du décor (certains peintres ou artistes réputés ont réalisé des décors de pièces de théâtre, de ballets ou d'opéras). Cette distinction n'est cependant applicable que pour les grosses productions (type opéra) car dans la majorité des situations, le décorateur se confond avec le scénographe.

## Définition du métier
Le décorateur doit, lorsqu'il imagine un décor, concilier les exigences du metteur en scène avec sa propre conception d'artiste pour créer le cadre dans lequel les acteurs vont évoluer. À partir du texte de la pièce il va créer un environnement (mobilier, objets, couleurs) destiné à réaliser une ambiance et à mettre en valeur les personnages. 
Dans certains cas, le décorateur-scénographe ne se contente pas de concevoir les décors, mais doit en assurer le suivi de construction et le montage, c'est à lui que revient la tâche de choisir les matériaux et les techniques utilisées, et il peut être également responsable du respect des délais ainsi que du budget. Mais dans des cas de grosses productions, toutes ces taches incombent au théâtre producteur. Il reste néanmoins constamment en liaison avec le metteur en scène, et travaille en équipe avec les autres professionnels du spectacle.
Le respect des délais - le décor doit être prêt pour la générale - l'amène souvent à travailler dans l'urgence.
Chaque année, lors de la Nuit des Molières, un décorateur est récompensé par l'attribution du Molière du décorateur scénographe pour la conception et la réalisation du décor d'une pièce de théâtre (ou d'un opéra) créée dans l'année.

## Formation
Il existe plusieurs formations conçues pour ceux qui veulent se préparer à ce métier : 
- formation dans une école supérieure d'art : École nationale supérieure d'art dramatique de Strasbourg (ESAD-TNS), École nationale supérieure des arts et techniques du théâtre (ENSATT) à Paris, École de la comédie de Saint-Étienne, École d'architecture de Clermont-Ferrand etc.
- formation universitaire à la Fondation européenne pour les métiers de l’image et du son (FEMIS) à Paris.
- formation dans des établissements privés : ESAT-École des arts et techniques : Groupe Hourdé à Paris, INFAC-Centre de formation des classes moyennes de Bruxelles.
- formation à l'École Nationale Supérieure des Arts Décoratifs de Paris (ENSAD).

## Quelques décorateurs célèbres
- Bastiano da Sangallo
- André Barsacq (1909-1973)
- Jean Bazaine (1904-2001)
- Émile Bertin (1878-1957)
- Jacques Gabel
- Roger Harth (1927-1982)
- Jean-Francis Laglenne (1899-1962)
- Georges Mouveau (1878-1959)
- Richard Peduzzi (1943- )
- Raymond Renard (1929-2002)
- Nicky Rieti (1947- )
- Éric Ruf (1969- )
- Raymond Sarti (1961- )
- Nicolas Sire
- Louis Touchagues (1893-1974)